# Alessandro Diamanti
Alessandro Diamanti (* 2. Mai 1983 in Prato) ist ein italienischer ehemaliger Fußballspieler.

## Karriere

### Verein
Alessandro Diamanti begann 2001 seine Profikarriere bei der AC Prato. Sein erstes Pflichtspiel für diesen Verein bestritt er jedoch erst in der folgenden Saison bei einem Serie-C1-Spiel. Diamanti hatte bereits in der Serie D bei der AC Fucecchio Spielpraxis gesammelt. Im Januar 2003 wurde er für ein halbes Jahr an die zu dieser Zeit in der Serie C2 spielende AC Florenz ausgeliehen, bei der er sich jedoch nicht durchsetzen konnte. In der Saison 2003/04 spielte er wieder bei der AC Prato und traf 20 Serie-C-Spielen sechsmal. 
Im Sommer 2004 wurde der Stürmer an die UC AlbinoLeffe ausgeliehen. Diamanti bestritt bei diesem Verein in anderthalb Jahren 26 Spiele in der Serie B. Im Januar 2005 kehrte er zur AC Prato zurück, bei der er Stammspieler wurde und in den Saisons 2005/06 und 2006/07 in 36 Spielen 15 Tore erzielte. Im Sommer 2007 wechselte Diamanti zur AS Livorno. Nachdem er eine gute Saison 2008/09 in der Serie B mit 16 Treffern in 36 Spielen absolviert hatte, wechselte er 2009 zu West Ham United. Im August 2010 unterzeichnete Diamanti bei Brescia Calcio einen Fünfjahresvertrag. Nach einer Saison verließ er Brescia wieder und wechselte zum FC Bologna, bei dem er sich schnell als Stammspieler etablierte. Nach zweieinhalb Jahren, in denen er auch zum Mannschaftskapitän wurde, verließ er Bologna, um sich zu Beginn des Jahres 2014 Guangzhou Evergrande anzuschließen. Nach einer Saison wurde er an die AC Florenz verliehen. Nach weiteren Leihen zum FC Watford und Atalanta Bergamo wechselte Diamanti im Sommer 2016 zur US Palermo. Sein Vertrag wurde im Sommer 2017 aufgelöst. Bis Februar 2018 war er vereinslos, ehe ihn Perugia Calcio bis Saisonende unter Vertrag nahm.
Im Juli 2018 wurde er erneut von der AS Livorno verpflichtet. Zur Saison 2019/20 wechselte er zu Western United nach Australien, wo er 2023 seine Karriere beendete.

### Nationalmannschaft
Am 17. November 2010 debütierte Diamanti im Spiel gegen Rumänien in der italienischen Nationalmannschaft. Am 18. Juni 2012 bestritt er sein zweites Länderspiel gegen Irland bei der Fußball-Europameisterschaft 2012, als er für Antonio Cassano eingewechselt wurde. Zusammen mit der italienischen Mannschaft erreichte er das EM-Finale, in dem sie Spanien mit 0:4 unterlag. Auch am FIFA-Konföderationen-Pokal 2013 nahm Diamanti mit Italien teil.

## Erfolge
Verein
- Chinese Super League: 2014, 2015

Nationalmannschaft
- Vize-Europameister: 2012
- Dritter des Confed-Cups: 2013